# Listă de manuscrise
Prezenta listă de manuscrise cuprinde o parte din cele mai cunoscute manuscrise (antice și medievale). Sunt incluse în listă și codexuri (codice), care sunt colecții de manuscrise întocmite în epoca respectivă după un criteriu anume.

## Istorice
- Manuscrisele lui John Carte
- Codex Nuttall Secolul XVI, Mixtec
- Cartea Roșie a lui Hergest, Secolul XIV, în l. galeză
- Manuscrisul lui Voynich
- Codexul Rohonczy

## Religioase
- Akilattirattu Ammanai, Secolul XIX
- Alexandrian text-type, Secolul III
- Arul Nool, Secolul XIX
- Cartea lui Armagh, Secolul IX
- Cartea lui Kells, Secolul IX
- Codex Argenteus Secolul VI
- Codex Aureus
- Codex Sinaiticus, Secolul IV
- Codex Vaticanus, Secolul IV
- Codex Alexandrinus, Secolul V
- Manuscrisele de la Marea Moartă
- Manuscrisele Freising, Secolul X
- Manuscrisele de la Nag Hammadi
- Tetraevangheliarul lui Ivan Aleksandr, Secolul XIV

## Științifice
- Codex Leicester, Secolul XV
- Papyrus Graecus Holmiensis, cunoscut și drept Stockholm Papyrus